# Ahn Jae-wook
Ahn Jae-wook (안재욱?, 安在旭?, An Jae-ukLR, An Chae-ukMR; Seul, 12 settembre 1971) è un cantante, compositore e attore sudcoreano.

## Biografia
Ahn ha vissuto per tutta l'infanzia e l'adolescenza a Donamdong, un distretto della capitale Seul. Nel 1994 si è diplomato al Seoul Art College, dove ha studiato teatro.
Dopo il diploma, ha subito ottenuto un ruolo nel drama The Song of Blind Bird, tratto da una storia vera. Negli anni successivi ha avuto ruoli minori e di supporto in numerosi drama coreani fino a quando, nel 1997, non è stato scelto come protagonista nella serie Byeor-eun nae gaseum-e. L'anno successivo è stato scelto come protagonista, insieme all'attrice Choi Ji-woo, nel cast del lungometraggio First Kiss.
Oltre alla recitazione, Ahn Jae-wook ha anche perseguito una carriera musicale. Ha composto e cantato diverse canzoni, che sono sfociate nella pubblicazione di cinque album in studio, il primo dei quali si intitola Forever ed è stato pubblicato nel 1997. La canzone che dà il titolo all'album è stata cantata nell'episodio finale della serie Byeor-eun nae gaseum-e, ed ha successivamente venduto più di 700 000 copie. Altri suoi album degni di nota sono Memories e Red in Ahn Jae-wook.

## Filmografia

### Televisione
- Song of Blind Bird – serie TV (1994)
- Partner – serie TV (1994-1997)
- Hotel – serie TV (1995)
- Love and War – serie TV (1995)
- Their Embrace – serie TV (1996)
- Salted Mackerel – serie TV (1996)
- Byeor-eun nae gaseum-e – serie TV (1997)
- Revenge and Passion – serie TV (1997-1998)
- Sunflower – serie TV (1998-1999)
- Goodbye My Love – serie TV (1999)
- Bad Friends – serie TV (2000)
- Mothers and Sisters – serie TV (2000-2001)
- Fairy and Swindler – serie TV (2003)
- Match Made in Heaven – serie TV (2004)
- Oh Feel Young – serie TV (2004)
- Mr. Good-Bye – serie TV (2006)
- I Love You – serie TV (2008)
- Lights and Shadows – serie TV (2011-2012)
- Sin-ui – serie TV (2012)

### Cinema
- Rub Love (1998)
- First Kiss (1998)
- Jjim (찜), regia di Han Ji-seung (1998)
- Garden of Heaven (2003)
- Triangle – film TV (2009)

## Discografia

### Album in studio
- 1997 – Forever
- 1998 – Memories
- 1999 – Yesterday
- 2003 – Red in Ahn Jae-wook
- 2005 – Sounds Like You

## Riconoscimenti
- 2000: MBC, "Miglior Attore"